# Lhari
| Tibetische Bezeichnung                   |
| ---------------------------------------- |
| Tibetische Schrift: ལྷ་རི་རྫོང་              |
| Wylie-Transliteration: lha ri            |
| Offizielle Transkription der VRCh: Lhari |
| THDL-Transkription: Lhari                |
| Andere Schreibweisen: —                  |
| Chinesische Bezeichnung                  |
| Traditionell: 嘉黎                       |
| Vereinfacht: 嘉黎                        |
| Pinyin:Jiālí                             |

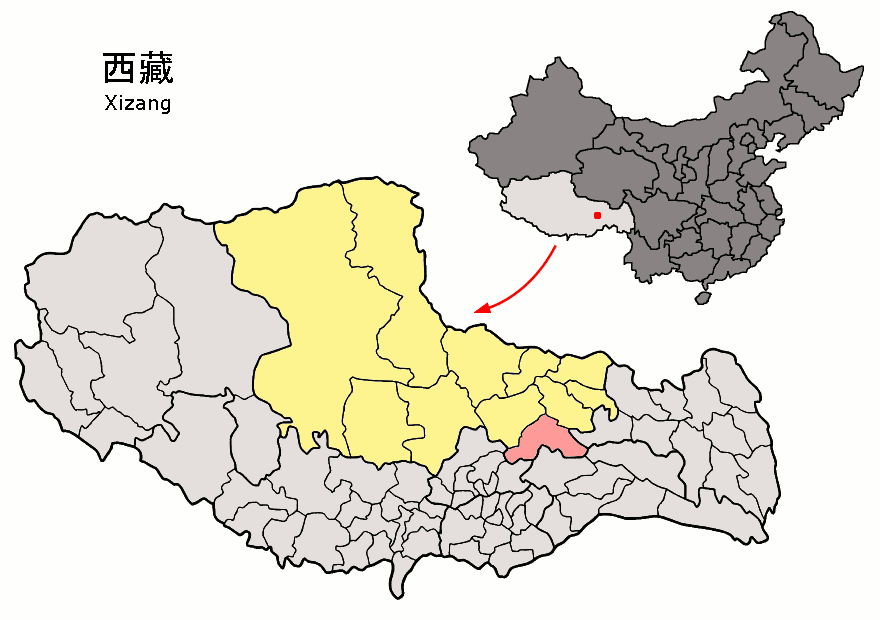
Lage von Lhari (rosa) in Nagqu (gelb) in Tibet (hellgrau)

Lhari (tibetisch: ལྷ་རི་རྫོང་, Umschrift nach Wylie: lha ri rdzong, auch Lhari Dzong) ist ein Kreis im Regierungsbezirk Nagqu im Autonomen Gebiet Tibet der Volksrepublik China. Er hat eine Fläche von 13.100 Quadratkilometern und 38.797 Einwohner (Stand: Zensus 2020). Nach der Volkszählung von 1990 hatte Lhari 19.719 Einwohner, davon 19.650 Tibeter und 68 Han-Chinesen (Volkszählung von 2000: 24.953 Einwohner).
Der von der chinesischen Regierung anerkannte 11. Penchen Lama Gyeltshen Norbu stammt aus Lhari.

## Administrative Gliederung
| Name             | Wylie-Transliteration | Chinesisch | Pinyin         |
| ---------------- | --------------------- | ---------- | -------------- |
| Gemeinde Arza    | ar rtsa               | 阿扎乡     | Āzhā Xiàng     |
| Gemeinde Sangqên | bsangs chen           | 桑前乡     | Sāngqián Xiàng |
| Gemeinde Lingti  | gling mthil           | 林堤乡     | Líndī Xiàng    |
| Gemeinde Chongyü | grong yul             | 忠义乡     | Zhōngyì Xiàng  |
| Gemeinde Zangrog | gtsang rog            | 章若乡     | Zhāngruò Xiàng |
| Gemeinde Goqung  | ko chung              | 鸽群乡     | Gēqún Xiàng    |
| Gemeinde Lhari   | lha ri                | 嘉黎乡     | Jiālí Xiàng    |
| Gemeinde Cora    | mtsho rwa             | 措拉乡     | Cuòlā Xiàng    |
| Gemeinde Comai   | mtsho smad            | 措麦乡     | Cuòmài Xiàng   |
| Gemeinde Dola    | rdo la                | 多拉乡     | Duōlā Xiàng    |
| Gemeinde Zabbê   | rdzab 'bel            | 藏比乡     | Zàngbǐ Xiàng   |
| Gemeinde Rongdoi | rong stod             | 绒多乡     | Róngduō Xiàng  |
| Gemeinde Xarma   | shar ma               | 夏玛乡     | Xiàmǎ Xiàng    |
| Gemeinde Codoi   | tsho stod             | 措多乡     | Cuòduō Xiàng   |